# Крестовый переулок
Крестовый переулок — переулок в Печерском районе города Киева. Проходит от улицы Князей Острожских до Левандовской улицы.
Примыкает к Ипподромному переулку.

## История
Переулок возник к началу XIX века, долгое время назывался Крестовым, от исторической местности Кресты, сквозь которую он проходил.
С 1940 года — Гипподромный переулок, с 1944 года — Ипподромный переулок, от расположенного на улице Михаила Емельяновича-Павленко ипподрома (функционировал с конца XIX века до 1969 года).
С 1964 года — улица Николая Гайцана, в честь Николая Гайцана, коммуниста-подпольщика времён Второй мировой войны, работника завода «Арсенал».
Современное историческое название восстановлено в 2015 году.